# Scaptotrigona tricolorata
Scaptotrigona tricolorata là một loài Hymenoptera trong họ Apidae. Loài này được Camargo mô tả khoa học năm 1988.